# ツッパリHigh School Rock'n Roll (登校編)
「ツッパリHigh School Rock'n Roll（登校編）」（ツッパリハイスクールロックンロールとうこうへん）は、1981年1月12日に発売された横浜銀蝿の2枚目のシングル。発売元はキングレコード。
この曲の歌詞は、音数律が七・七・七・五の都々逸調になっているという評がある。

## 収録曲
| 全編曲: タミヤヨシユキ。 |                                               |                |                |      |
| #                        | タイトル                                      | 作詞           | 作曲           | 時間 |
| 1.                       | 「ツッパリHigh School Rock'n Roll（登校編）」 | タミヤヨシユキ | タミヤヨシユキ | 2:18 |
| 2.                       | 「I Love 横浜」                               | 翔             | 翔             | 3:03 |
| 合計時間:                | 合計時間:                                     | 合計時間:      | 合計時間:      | 5:21 |

## カバー
- ツッパリHigh School Rock'n Roll（登校編）

土屋アンナがユニクロのCMで歌った。（2002年）

新垣結衣がアサヒ飲料「十六茶」のCMで歌った。（2011年2月）
門田京平（中村悠一）がテレビアニメ『デュラララ!!』DVD3巻完全生産限定版の付属CD（2010年7月21日）に収録。
「今日から俺は!!劇場版」のEDで出演者（今日俺バンド）が歌った。（2020年7月）
「ばっどがーる」主要キャラクターを演じる声優で結成されたキャラクターソングユニット・天狼群によるカバーがデジタルシングルとして配信予定。（2025年4月）
- I Love 横浜

嶋大輔がアルバム『大輔命II』でカバー。（1982年11月）
以下の楽曲は「登校編」と銘打っていないが、メロディが「ツッパリHigh School Rock'n Roll（登校編）」と同じであり、同曲の替え歌である。
- ツッパリHighschool Rock'nRoll〜大統領編

長島雄一がアニメ『OH!スーパーミルクチャン』のエンディングテーマとして歌い、アルバム『OH!スーパーミルクチャン オリジナルサウンドトラック ミルクのカラオケオリンピック!』に収録された（2000年2月25日）。歌詞もほとんど原曲と同じである。
- ツッパリHigh School Rock'n Roll 大阪キャバクラ物語編

大阪銀蝿が同名シングルでカバー（2003年）。
- ツッパリ High School Rock'n Roll (バイト編)

私立恵比寿中学（「私立恵比寿中学斗横浜銀蝿40th」名義）が音楽バラエティ番組『関内デビル』のオープニングテーマとして歌った（2020年）。

## 収録アルバム
- ぶっちぎりベストコレクション（1982年12月21日）
- ぶっちぎり総集編 壱（2000年4月21日）
- ぶっちぎりBest Vol.1〜シングルセレクション。（2005年5月18日）
- J-POPリフレイン〜時代を超えたBEST SONGS〜（2009年5月20日）

## その他
- チャック・ベリーの「Too Much Monkey Business」とコード進行が同じである[要出典]。
- 2008年、優香が出演するサントリー缶チューハイ「カロリ。｣のCMでBGMとして使用された。
- 鬼浜爆走愚連隊でボーナス後、5ゲーム以内に再びBIGボーナスが放出されると、BIGボーナスゲーム時にBGMとして流れる[要出典]。
- 2011年、アサヒ飲料十六茶のCM内で新垣結衣が替え歌を歌うものが放映された[3][4]。
- 2025年2月、マクドナルドのCMに替え歌で使用された[5]。

## 「ツッパリHigh School Rock'n Roll（登校編）」の続編
横浜銀蝿及びそのメンバーによって歌われた「ツッパリHigh School Rock'n Roll」と銘打った楽曲。なお本曲がTBSの音楽番組『ザ・ベストテン』でランクインした際、下記の曲の存在についてもメンバーが語っている。
- ツッパリHigh School Rock'n Roll (試験編)

「横浜銀蝿＋嶋大輔」名義。同名シングルに収録（1981年）。
- 翔んでるセブンティーン (ツッパリHigh School Rock'n Roll 女子校編)

アルバム『仏恥義理蹉䵷怒』に収録（1981年）。
- ツッパリ High School Rock'n Roll '94 (特別編)

翔のソロシングル「ヤンママRock'n Roll (自立編)」のカップリングに収録（1994年）。
- ツッパリHigh-School ROCK'N ROLL (復活編)

シングル「RUNNING DOG」のカップリングに収録（1998年）。
- ツッパリHigh-School ROCK'N ROLL (帰宅編)

アルバム『ぶっちぎりVII』に収録（1998年）。
- ツッパリHigh School Rock'n Roll (還暦編)

アルバム『ぶっちぎりアゲイン』に収録（2020年2月19日）。
- ツッパリHigh School Rock'n Roll (在宅自粛編)

2020年5月にYouTubeでミュージックビデオを公開。シングル「昭和火の玉ボーイ」のカップリングに収録（2020年9月24日）。